# 17. Flak-Brigade
Die 17. Flak-Brigade war ein Kampfverband in Brigadestärke der Luftwaffe im Zweiten Weltkrieg. Die Aufstellung des Brigadestabes erfolgte am 30. März 1943 auf dem italienischen Kriegsschauplatz.

## Einsatzgeschichte
Zunächst noch unter dem Namen Flak-Brigade XVII aufgestellt, übernahm der Brigadestab die operative Führung der in Neapel, Palermo und später Sizilien-Ost aufgestellten Flak-Verbände. Zu ihnen gehörten das
- Flak-Regiemt 57 als Flakgruppe Neapel
- Flak-Regiment 131 als Flak-Gruppe Palermo, später Flakgruppe Sizilien-Ost

Über Einsätze oder Gefechte liegen in dieses ersten Monaten keine Unterlagen vor, da schon am 27. Juli 1943 der Brigadestab aufgelöst wurde. Der Personalstamm ging dann im Stab des General der Flakartillerie Süd auf.
Die Neuaufstellung eines Brigadestabes für die 17. Flak-Brigade erfolgte gut ein Jahr später am 8. Juni 1944 durch entsprechende Umwandlung des Regimentsstabes des Flak-Regiments 71. Der neue Stab übernahm zugleich die Einsatzleitung der Flakverbände im Raum Budapest (Ungarn) mit Gefechtsstand ebenda. Allerdings wurden ihm keine eigenständigen Regimentsstäbe unterstellt. So unterstanden am 23. August 1944 nur mehr 15 schwere und 2 leichte deutsche Batterien. Die unterstellten ungarischen Flak-Verbände beliefen sich dagegen auf 34 schwere und 49 mittlere und leichte Batterien sowie 8 Scheinwerferbatterien. Im Zuge der herannahenden Roten Armee mit Stoßrichtung auf die ungarische Hauptstadt im Spätherbst 1944, wurden die deutschen Flakkräfte verstärkt, so dass deren Anzahl auf 48 Batterien stieg. Davon allerdings nur 5 schwere. Diese lagen verstreut im Raum Budapest-Miskolc-Plattensee.
Erst Anfang Dezember 1944 wurde dem Brigadestab das Flak-Regiment 104 unterstellt. Zu diesem Zeitpunkt waren die bisher unterstellten Flakverbände abgezogen worden. Das Flak-Regiment 104 schied jedoch im Laufe des Monats Dezember 1944 ebenfalls aus und wurde der 15. Flak-Division unterstellt. Ende Dezember 1944 verfügte die Brigade gerade mal über 10 deutsche Batterien sowie diverse ungarische Flakeinheiten. Insgesamt belief sie sich auf 85 Batterien. Zu einem unbekannten Zeitpunkt, vermutlich um die Jahreswende 1944/1945, wurde die Brigade dem V. Flak-Korps unterstellt. Bis zur Auflösung des Brigadestabes am 15. Februar 1945 sind keine Einsatzberichte bekannt geworden. Die größte Masse dürfte im Zuge der sowjetischen Offensive überrollt worden sein.

## Kommandeure
| Dienstgrad | Name                       | Datum                             |
| ---------- | -------------------------- | --------------------------------- |
| Oberst     | Ernst Uhl                  | 13. April 1943 bis 12. Juli 1943  |
| Oberst     | Johann Edler von Krziwanek | 15. Juli 1943 bis 25. Juli 1943   |
| Oberst     | Georg Trost                | 8. Juni 1944 bis 15. Februar 1945 |